# ميشيل ملكي
ميشال ملكي (بالفرنسية: Michel Melki)‏ (3 أكتوبر 1952 في باريس) ممثل فرنسي.

## سيرة
وهو ابن مارسيل ملكي، المولود في الجزائر في بون (عنابة اليوم) عام 1923، وتوفي في باريس سنة 1989، ورينيه حسون، (ولد في باريس عام 1926، مُبعد وناجٍ من معسكر أوشفيتس، توفي 31 أغسطس 2014). فهو والد ميشا ملكي من مواليد 1990.
بدأ ميشيل ملكي تدريبه مع إيف فوريه ثم جاك فونتان وأندرياس فوتسيناس، واستقبل في مدرسة مسرح شايو الوطني (إدارة أنطوان فيتيز [الفرنسية]) لمتابعة دورات ستيوارت سايد [الفرنسية].
وهو يدير فرقة مسرحية في لوت، ولقد كان في بوريان ثلاث مرات (بالفرنسية: Il était trois fois en Bouriane)‏.
ومن عام 2000 حتى 2005 كان أستاذاً للمسرح في كلية إيفري.
ظهر ضمن مجموعة من الممثلين في البرنامج التلفزيوني الترفيهي الفرنسي لا مكان آخر [الفرنسية]، والذين شاركوا في تصوير مسرحيات كارل زيرو الهزلية. لا ينبغي الخلط بينه وبين كلود ملكي، ولا مع ابن أخ الأخير جيلبير ملكي.

## الأعمال

### المسرح
- 1972 – أرليزية ألفونس دوديه الدور: الريس مارك (مسرح سانت كونتين)
- 1973 – السيد دي بورسونياك تأليف موليير - الدور : السيد دو بورسونياك (مسرح سانت كونتين)
- 1978 – دون كيشوت تأليف ثيربانتس - الدور : سانشو (دار الثقافة شامبيري)
- 1979 – سيرانو دي برجراك تأليف إدموند روستان، وإخراج ر. بيليري (ركائز فرنسا [الفرنسية])
- 1981 – موليير حيا أو ميتا (بالفرنسية: Molière mort ou vif)‏ تأليف جان فرانس إرموا، التدريج سارة ساندرز، (مسرح السهل [الفرنسية])

- 1982 – قطة في شجرة الكرز (بالفرنسية: Un chat dans le cerisier)‏ مهرجان فيليب فيران أفينيون
- 1983 – مباراة يولاند سيمون [الفرنسية]، من إخراج ج.- ف. فيليب (المركز المسرحي لو هافر)
- 1984 – جورج داندين  [لغات أخرى]‏ تأليف موليير - الدور : لوبين ؛ إخراج ميشيل بابينسكي (جولة في إنجلترا)
- 1985 – كما تشاء تأليف لشكسبير وإخراج برونو نيون (مسرح إيسودون)
- 1986 – القمح ينحني (بالفرنسية: Le blé se couche)‏ تأليف وإخراج جان دانيال لافال (كلواتر دي بيات)
- 1986 – حلاق إشبيلية تأليف بومارشيه، إخراج ميشيل فويليرموز : بارثولو (دار الثقافة أورليان)
- 1987 – بيان جمعية تقطيع الرجال  [لغات أخرى]‏ تأليف فاليري سولاناس، إخراج مارك لادور (مقهى دو لا دانس)
- 1988 – توينو تأليف أنطوان سيلفار [الفرنسية]، إخراج ج.- ف. فيليب (مركز مسرح لوهافر)
- 1989 – الثمينة سخيفة  [لغات أخرى]‏ بقلم موليي، إخراج ب.- جي. جويوت : حفلة تنكرية (مهرجان بيزيناس)
- 1989 – تحت خشب الحليب  [لغات أخرى]‏ تأليف ديلان توماس، إخراج ب.- جي. جويوت (مهرجان بيزيناس)
- 1989-1990 – حماقات فولتير، من إخراج جان فرانسوا بريفاند: الترشيح لموليير [الفرنسية] 1989 و 1990 (كوميديا باريس)
- 1989 – كابتن كاب تأليف ألفونس أليس  [لغات أخرى]‏ إخراج باتريك فيرشورين : كابتن كاب (جولة في فرنسا)
- 1998 – الليلة الأخيرة لدون جوان تأليف إدموند روستان، التدريج جان بول تريبوت [الفرنسية] (مهرجان سارلا، مسرح 14 [الفرنسية] : سناريل)
- 1999 – روميو وجولييت، من إخراج فرانك إرموا روي : كابوليه (مسرح مونتروج)
- 2001 – فندق المسافرين وفقا لكرة الشحم تأليف غي دو موباسون، إخراج ب. فيرشورين (جولة في فرنسا)
- 2001 – العاطفة وفقا لمارجريت تأليف جان ماري بيام [الفرنسية]، إخراج ب. فيرشورين (جولة في فرنسا)
- 2004 – اللاعب تأليف كارلو غولدوني إخراج بيير لامبرت : بنطلون وجاندولفا (ديجون ، مهرجان أفينيون)
- 2005 – فندق التقدم اقتباس لرواية يوميات خادمة تأليف أوكتاف ميربو إخراج ص. فيرشورين (جولة)
- 2006 – ملابس السهرة  [لغات أخرى]‏ تأليف برتراند بلير  [لغات أخرى]‏، من إخراج هيلين زيدي شيروي (مسرح ريف غوش)
- 2007 – جدل بلد الوليد [الفرنسية] تأليف ج.ج كاريار وإخراج بيير لامبرت (ديجون، مهرجان أفينيون)
- 2008 – سيد البنائين تأليف هنريك إبسن وإخراج جان كريستوف بلونديل (جولة في نورماندي-مسرح المظلومين)
- 2010 – خدع سكابان بقلم موليير وإخراج أنطوان هيربيز [الفرنسية] (مسرح بورت سان مارتن  [لغات أخرى]‏)
- 2015 – سيرانو دي برجراك تأليف إدموند روستان، وإخراج هنري لازار [الفرنسية]، دور راجينو (مسرح 14)[1]
- 2015– مدرسة النساء  [لغات أخرى]‏ تأليف موليير إخراج أرماند إلوى [الفرنسية] في دور آلان (مسرح 14)[1]
- 2023-2024 – طبيب الحب  [لغات أخرى]‏ تأليف موليير وإخراج جان لويس مارتينيلي [الفرنسية] (مسرح جو دو بوم إيكس أون بروفانس)[1]

### الأفلام
- 1976 – لنا نحن الفتيات الإنجليزيات الصغيرات  [لغات أخرى]‏ إخراج ميشيل لانج – الدور: بييرو
- 1977 – أوقف دبابتك... بيداس! [الفرنسية] إخراج ميشيل جيرار [الفرنسية]‏ – الدور: جويل
- 1977 – لا تدوس على رباط حذائي [الفرنسية] إخراج ماكس بيكاس  [لغات أخرى]‏
- 1977 – العرض الكبير هنري زافيراتوس [الفرنسية] – الدور: غايتان
- 1978 – الإصلاحيون في حالة جيدة [الفرنسية] إخراج فيليب كلير – الدور: الجبان
- 1978 – كيفية الاصلاح [الفرنسية] إخراج فيليب كلير – الدور: جانوت
- 1978 – جنة الأغنياء [الفرنسية] إخراج بول بارج [الفرنسية]
- 1979 – المصائر الموازية إخراج جان إيف كاريه
- 1979 – هذا جنون، ولكن هيا بنا.. ! [الفرنسية] إخراج ميشيل جيرار [الفرنسية]‏ – الدور: باتريس
- 1980 – موهوبو الشركة الأولى إخراج ميشيل جيرار [الفرنسية]‏
- 1982 – العصابة الصغيرة [الفرنسية] إخراج ميشيل ديفيل  [لغات أخرى]‏ – الدور: الموشوم
- 1984 – الحالم الأمريكي إخراج ريك روزنتال – الدور: كاتب مكتب كريون
- 1986 – المنطقة الحمراء [الفرنسية] إخراج روبر إنريكو  [لغات أخرى]‏ – الدور: موظف التأمين
- 1987 – العلم [الفرنسية] إخراج جاك سانتي
- 1989 – الثورة الفرنسية - مقطع سنوات النور إخراج روبر إنريكو – الدور: جاك ألكسيس ثوريو دي لا روزيير
- 1993 – ميستانغيت إخراج ميشيل وين
- 1988 – قباقيب الهزازة [الفرنسية] إخراج رينيه دورانتون [الفرنسية] – الدور: عامل
- 2003 – باريس بحسب موسى إخراج الشيخ دوكوري

## روابط خارجية
- ميشيل ملكي على موقع IMDb (الإنجليزية)
- ميشيل ملكي على موقع ألو سيني (الفرنسية)
- ميشيل ملكي على موقع قاعدة بيانات الفيلم (الإنجليزية)
- ميشيل ملكي على موقع كينوبويسك (الروسية)